# Pukkisaari (ö i Mellersta Finland, Jyväskylä, lat 62,24, long 26,13)
Pukkisaari är en ö i Finland. Den ligger i sjön Koivujärvi och i kommunen Laukas i den ekonomiska regionen  Jyväskylä ekonomiska region  och landskapet Mellersta Finland, i den södra delen av landet, 240 km norr om huvudstaden Helsingfors. Öns area är 0,1 hektar och dess största längd är 60 meter i sydväst-nordöstlig riktning.